# Choroba Tyzzera
Choroba Tyzzera – bakteryjna choroba zakaźna zwierząt; w tym gryzoni, psowatych, kotowatych, koni i innych ssaków, a także ptaków.

## Etiologia
Wywoływana jest przez bakterie Clostridium piliforme (Bacillus piliformis). Patogen jest przenoszony drogą oralno-fekalną. W niekorzystnych warunkach tworzy przetrwalniki.
Są oporne na działanie większości środków dezynfekcyjnych, zabijają je tylko wysoka temperatura i rozcieńczony wybielacz. Do zachorowania dochodzi przez zjedzenie spor, po obniżeniu drastycznie warunków utrzymania zwierzęcia, a także po zadziałaniu stresu i zbytnim stłoczeniu.

## Objawy kliniczne
Skołtuniona sucha sierść, zgarbiona postawa, senność, utrata apetytu, biegunka i wzdęcie brzucha. W ostrych przypadkach śmierć następuje w ciągu 48 – 72 godzin. W badaniu anatomopatologicznym stwierdza się szare ogniska martwicze w wątrobie.

## Leczenie
Antybiotykoterapia oraz leczenie objawowe. Należy zapewnić spokój zwierzęciu, ogrzewać i podawać płyny.